# 光と水のダフネ
『光と水のダフネ』（ひかりとみずのダフネ）は、テレビアニメ、漫画、インターネットラジオからなるメディアミックス作品である。

## 概要
何らかの理由で陸地のほとんどが水没してしまった未来の地球を舞台とし、そこで活躍する女性たちを描くSF冒険活劇である。テレビアニメ版と漫画版があり、それぞれ異なる時代を描いている。
『光と水のダフネ -DAPHNE IN THE BRILLIANT BLUE-』（テレビアニメ版）
人類が再び海上に浮上を果たしてから100年後の世界で、海上都市カムチャッカを舞台に、主人公の水樹マイアの活躍を描く作品。
中部日本放送、テレビ神奈川、テレビ埼玉、千葉テレビ放送、毎日放送で2004年1月から7月まで全24回で放送された。また、同時期にチャンネルNECOでも放送された。
『アイ〜光と水のダフネ〜』（漫画版）
水没した世界において、人類が海上への浮上を試みる直前の深海都市ノイモンを舞台に、主人公のアイ・マユズミの活躍を描く作品。時系列的にはテレビアニメ版の100年前である。
ヤングキングアワーズ2004年3月号（1月30日発売）より連載。
この他、主にテレビアニメ版の視聴者を対象としたファンサービスとして、インターネットラジオ番組『中原麻衣・岩田光央のラジオネレイス』が2004年2月11日〜9月4日の計30回にわたって配信された。

## アニメ
ジャンルとしては未来の海上都市で活躍する女性たちを描くSFアニメに入るが、物語序盤はB級テイストなギャグが基本のスラップスティック・コメディ描写が大半を占める。
なお、作中で旭橋、秋月橋、花咲大橋など、北海道旭川市に実在する橋梁名を呼称しているが、その関連性は不明である。

### あらすじ
人々が海底都市から海上都市へ生活の場を移して100年後の世界。海上都市カムチャッカで中核を担う組織・海洋庁の入庁試験で不合格になった天涯孤独の主人公・水樹マイアは、合格後の入寮を見通してそれまで住んでいた家も引き払っていたため、途方に暮れて街をさまよっていた。まもなく、マイアは逃走中の犯罪者と出くわして人質に取られ、その犯罪者を追っていた何でも屋・ネレイス社の本城レナにより、犯罪者ごとショックガンで撃たれてしまう。
マイアはネレイス社カムチャッカ支店の事務所で気絶から目覚めるが、今度は犯罪者の仲間をおびき寄せるための餌としてレナに使われたうえ、住み込み社員として働くことになってしまう。この支店にはレナ以外にも変わり者の女性社員が多く、彼女たちにマイアは日々振り回されることとなった。
しかし、物語が進むうちにマイアの正体が100年前に壊滅した海底都市エルピダの唯一の生き証人であることが、明らかになっていく。コールドスリープによって生き延びるもその副作用で当時の記憶を失っていたマイアは、昨年に死去した祖父（正体はマイアより60年先に目覚めていた兄）の水樹翔や海洋庁のケビン・ウェイとクレア光永により、「両親と一緒に自動車事故に巻き込まれて両親は亡くなり、自分は事故から1年間昏睡状態だった」と偽の情報を教え込まされていた。
エルピダ壊滅の真相は、生化学プラントの事故でウイルスが漏れたことから発生したバイオハザードであった。まもなく、海洋都市連合にエルピダは見捨てられ、「浮上失敗事故」として隠蔽処理された。真相を漏洩されないよう、海洋庁情報局は翔にその口外を固く禁じたうえ、マイアを監視することにした。また、マイアが海洋庁の入庁試験で不合格になった真相は、彼女に自らの出生とエルピダ壊滅の真相を知られないよう、海洋庁情報局が試験結果を改ざんしたためだった。
マイアはシベリアシティ旧区画の出来事と月桂樹（ダフネ）を見て記憶が一部戻り始めたこともあり、海洋庁諜報部から命を狙われる。しかし、レナをはじめさまざまな人々の協力や、エルピダの月桂樹のもとに翔と協力して埋めていたタイムカプセルにより、マイアの失った記憶とエルピダ壊滅の真相は世間へ公表される。こうして、物語は海洋庁の入庁試験を受けずにネレイス社での生活を選んだマイアの姿で締め括られる。

### 登場人物

#### ネレイスカムチャッカ支店
水樹マイア
声 - 中原麻衣
主人公。15歳。海洋庁の入庁試験では好成績を出したが、不採用となる。その後の紆余曲折により、なりゆきでネレイスカムチャッカ支店で住み込み勤務となる。落ち込むときの口癖は「はうう」で、物事を尋ねるときは「あーのぅー」と遠慮がちに言う。部分的（子供の頃）な記憶喪失に罹っている。茶髪。ホバーカーのA級ライセンス所持。
本城レナ
声 - 大原さやか
ネレイスカムチャッカ支店のリーダー格。25歳。金銭の計算に厳しい。赤髪。マイアをネレイスにスカウトした人物。溢れる色気を隠さずプライベートではイケメン漁りに励んでおり、セックスの事後を描いたシーンも散見される。
葉山静香
声 - 植田佳奈
ネレイスカムチャッカ支店のメカニック担当。17歳。眼鏡をかけた身体は細身かつ巨乳であり、大食い。射撃が苦手。紫髪。
グロリア
声 - 浅野真澄
射撃だけが取り得のがさつな女。25歳。小銭に目がない。金髪。上の姉がいるが、すでに結婚している。その影響なのかは不明だが、「燃えるような熱い恋がしたい」と切望している。しかし、がさつな性格が災いして未だに恋人はいない。
朴ゆう
声 - 甲斐田裕子
寡黙だが、テコンドーの名手。20歳。刑務所に服役していた。グロリアとは犬猿の仲。黒髪。口数も少なく、クールな性格をしている。
花岡勉
声 - 岩田光央
ネレイスカムチャッカ支店の店長。1児の父。支店長でありながらオドオドしており、レナにいろいろとこき使われている部分がある。
花岡ゆかり
声 - 小清水亜美
花岡勉の娘。

#### その他の人物
高城つかさ
声 - 野川さくら
マイアの親友。海洋庁の入庁試験に合格し、採用された。いつかマイアと一緒に働けることを夢見ており、彼女が不合格になった後も友情は変わらず続いている。
記憶を取り戻したマイアを海洋庁が拘束した際には彼女を救うため、自分からネレイスシベリア支社に協力してクレアを拘束し、海洋庁を強襲したネレイスシベリア支社にマイアを引き渡して逃走を成功させる。
ミリィ
声 - 野田順子
アルバトロスモータース社の新型ホバーカーのテストパイロットにして、静香の親友。
アイ・マユズミ
声 - 広橋涼
ミリィの曾祖母で、すでに故人。テレビアニメ版の前史に当たる漫画版の主人公でもある。
100年前のエルピダではマイアの家族のボディーガードを務めており、頼れる存在として彼女とも面識があった。当時、マイアの父はコールドスリープを研究していたために命を狙われることがしばしばあったが、アイのおかげで救われている。
水樹翔
声 - 麦人、皆川純子（少年期）
マイアの祖父で、彼女が14歳のときに亡くなる。
実はマイアの兄。マイアと同時にコールドスリープに入ったが、翔のカプセルはエルピダ壊滅から35年後にマイアのものよりも60年先に見つけられる。その際、記憶が早く戻ったので海洋庁に命を狙われそうになるが、真相を公表しないと海洋庁諜報局に約束したため、命を狙われることは無かった。それゆえ、後に目覚めたマイアには彼女の命を守るために祖父と偽って接し、真相を明かさずに亡くなった。しかし、亡くなる間際にはたまらずマイアに「ダフネ」と言い残していたため、これが彼女と物語を大きく動かすきっかけとなる。
ケビン・ウェイ
声 - 藤原啓治
海洋庁の情報局員。情報局と対立関係にある保安局のキムからも信頼されており、マイアを心から守ろうとしている。
海洋庁の危険性を理解しており、記憶を封じることでマイアを守ろうとしていたが、彼女が完全に記憶を取り戻して海洋庁に拘束されたことで、事態は一変してしまう。完全にマイアの排除に傾いている情報局において唯一彼女を守ろうと奮闘するが、田中ら上層部の暴走を抑えきることはできなかったため、以降はキムと共にマイアの救助を裏から支援し、海洋庁長官を動かして情報局上層部を失脚させ、マイアたちへの攻撃を妨害する。
クレア光永
声 - 柚木涼香
海洋庁の情報局員。ケビンと共にマイアの記憶封印を担当していたが、ケビンと違いマイアを守るよりも排除すべきという立場にあり、局長である田中とも意見を同じくしている。
ケビンと袂を分かった後はマイアの排除に動くが、彼女を助けようとするつかさの策にはまり、ネレイスシベリア支社によって気絶させられ、マイアを奪還される。田中と行動を共にした後、首相がエルピダに関する真実と海洋庁が隠してきた不祥事の公表を決断したことを告げられる。
八木浩輔
声 - 中村秀利
海上都市カムチャッカの刑事。階級は警部。解決方法が過剰な暴力になりがちなネレイスに警戒心を抱いてはいるが、自身が救われたことも幾度かあるため、警戒しつつも見捨てないという、付かず離れずの状態にある。
森克也
声 - 関智一
ネレイスシベリア支社の社長。レナの元恋人で別れた後は冷戦状態にあったが、関係は少しずつ改善しつつある。
高橋健太
声 - 釘宮理恵
ゆかりのクラスメイト。ゆかりに振られたことを起因に家出し、シベリアシティに身を置く。
リー
声 - 西村知道
トレジャーハンターのガジェコサンブラノ・ファミリーの2番目の男の息子。マイアにはよく名前を忘れられることがある。
ウォン
声 - 乃村健次
トレジャーハンターのガジェコサンブラノ・ファミリーの4番目の男の息子。
チャン
声 - 川田紳司
トレジャーハンターのガジェコサンブラノ・ファミリーの7番目の男の息子。
メイ
声 - 生天目仁美
トレジャーハンターのガジェンコサンブラノ・ファミリーの14番目の男の娘。格闘技に秀でており、ゆうと互角に渡り合うほどの実力者。
海洋庁長官
声 - 志村知幸
海洋庁における数少ない良識派。事なかれ主義に見えて実際は事態をしっかりと把握しており、腐敗しきった海洋庁の実態だけでなく、マイアの保護と排除に分裂している海洋庁の現状にも苦慮している。
かつてエルピダを見捨てたという不祥事を隠蔽してきた海洋庁の姿勢そのものにも疑問を抱いており、自分たちはいつまで先祖の誤った判断に縛られ続けるのかを首相と共に嘆いていた。マイアが完全に記憶を取り戻した際は出張中ゆえに対応が遅れたが、海洋庁に帰還した際にはすぐに保安局トップのキムと情報局トップの田中を招集し、事態の説明を求める。同時にマイアの覚醒を契機として首相に歴史隠蔽に対する情報開示を要請し、エルピダに関する真実の歴史と海洋庁が隠してきた不祥事を世間に発表することを決意する。
トニー・ロン
声 - 千葉進歩
サングラスを掛けた謎の青年。マイアをいつも陰ながら見守っており、彼女がピンチに陥ると現れ、助けて去っていく。マイアには生き別れた兄と思い込まれるが、正体は彼女を守る任務に就いている海洋庁保安局のエージェントだった。階級は課長補（局長付）。
ウィルフレッド・キム
声 - 中村大樹
海洋庁保安局局長で、トニーの上官。エルピダ事件情報開示派に位置する良識人。腐敗しきった海洋庁において数少ないまともな人物で、海洋庁の大義は人々に守るためにあることを理解している。
飛行機がハイジャックされた際に見捨てようとした海洋庁の姿勢に反発してマスコミに事実を公表したうえ、病気で倒れた機長に代わり操縦を余技なくされたマイアを叱咤激励し、緊急着水を成功させる。海洋庁に不合格だったことを嘆くマイアに対しても、自分は現役で首席合格したのに「2回落ちて3回目に受かった」と励ますなど、優しさを見せる。
マイアを保護すべきと考えており、彼女が記憶を取り戻した際には情報局の動きを察知して田中の独断専行を長官に報告すると同時に、情報局とはいえ信頼できるケビンと連絡を取って情報局がマイアの排除に不当な手段を使っている証拠を集める。また、ネレイスシベリア支社にロンを派遣して共同戦前を打診し、裏から支援するという形で彼女の救助に動く。情報局が戦闘兵器の使用を許可して圧倒的な武力でマイアを排除しようとした際にも、ガジェコサンブラノ・ファミリーの介入によって情報局の指揮系統が乱れたタイミングで保安局側から偽の命令と情報を流し、情報局側の攻撃手段と追跡手段を無効化する。長官から呼び出された際には、エルピダに関する真実と海洋庁が隠してきた不祥事の公表を提案し、同じ考えを持つ長官から首相がエルピダに関する真実と海洋庁が隠してきた不祥事の公表を決断したと告げられる。
田中
声 - 辻親八
海洋庁情報局局長で、エルピダ事件隠蔽派。自分たちが身を置く海洋庁の立場を最優先に考えているため、キムとは相性が悪い。
飛行機がハイジャックされた際には不祥事として見捨てようとしたが、キムがマスコミに事実を公表したことで激怒する。マイアの排除にこだわっており、彼女が記憶を取り戻した際には即座に拘束して命を奪おうと目論む。マイアをネレイスシベリア支社に取り戻された際には躊躇なく戦闘兵器の使用を許可し、圧倒的な武力によってマイアの排除に動くもガジェコサンブラノ・ファミリーの介入を受け、彼女に逃げられる。その直後、海洋庁長官によって呼び出され、首相がエルピダに関する真実と海洋庁が隠してきた不祥事の公表を決断したと告げられる。
水樹洋一
声 - 立木文彦
マイアと翔の実父。故人。エルピダではコールドスリープを研究していた。バイオハザードの際にマイアと翔をカプセルに入れ、エルピダから脱出させたが、実父であることはケビンとクレアによって隠蔽されていた。
水樹美恵子
声 - 平松晶子
洋一の妻。故人。

### スタッフ
- 原作 - NeSKeS
- 監督 - 池端隆史
- シリーズ構成 - 水上清資
- キャラクター原案 - 士貴智志
- キャラクターデザイン - 岩倉和憲
- 総作画監督 - 中山由美
- デザインワークス - 武半慎吾
- 美術監督 - 谷村心一
- 色彩設計 - 安藤智美
- 撮影監督 - 大河内喜夫
- 編集 - 西山茂
- 音響監督 - 明田川仁
- 音楽 - 大谷幸
- プロデューサー - 大澤信博、松倉友二
- アニメーション制作 - J.C.STAFF
- 製作 - 光と水のダフネ製作委員会（東芝エンタテインメント、ハピネット・ピクチャーズ、ポニーキャニオン、GENCO、J.C.STAFF）

### 主題歌
オープニングテーマ「明日のBlue wing」
作詞 - 畑亜貴 / 作曲・編曲 - 大島こうすけ / 歌 - 小枝
エンディングテーマ「あなたと言う時間」
作詞・作曲 - rino / 編曲 - 大久保薫 / 歌 - CooRie（第1話〜第14話）、中原麻衣（第15話〜第23話）

### 各話リスト
各話には元ネタとなった映画作品が存在する。

#### テレビ放送タイトル
| 話数 | サブタイトル                               | 脚本       | 絵コンテ          | 演出         | 作画監督                                | 元ネタとなった作品 |
| ---- | ------------------------------------------ | ---------- | ----------------- | ------------ | --------------------------------------- | --- |
| #1   | マイアのいちばん長い日（前編）             | 水上清資   | 池端隆史          | 山田一夫     | 丸山隆                                  | 『日本のいちばん長い日』 （岡本喜八 , 1967） |
| #2   | マイアのいちばん長い日（後編）             | 水上清資   | 池端隆史          | うえだしげる | 清水博幸                                | 『日本のいちばん長い日』 （岡本喜八 , 1967） |
| #3   | ネレイスほど素敵な商売はない?              | 山田靖智   | 又野弘道          | 又野弘道     | 小山知洋                                | 『ショウほど素敵な商売はない』 （ウォルター・シーゲル, 1949） |
| #4   | チャカチャカバンバン                       | 新宅純一   | 持丸タカユキ      | 清水一伸     | アベエミコ、岡野幸男 片岡英之           | 『チキ・チキ・バン・バン』 （ケン・ヒューズ, 1968） |
| #5   | 帰ってきた暴れん坊                         | 砂山蔵澄   | 葛谷直行          | 三芳唯稀     | 沖田篤志 小山知洋                       | 『帰ってきた若大将』 （小谷承靖, 1981） |
| #6   | 夜の大捜査戦                               | 水上清資   | 誌村宏明          | 久保太郎     | 田中基樹                                | 『夜の大捜査線』 （ノーマン・ジェイソン, 1967） |
| #7   | オール・ザット・パパ                       | 砂山蔵澄   | 湖山禎崇          | 湖山禎崇     | アベエミコ 岡野幸男                     | 『オール・ザット・ジャズ』 （ホブ・フォッシー, 1979） |
| #8   | スピードに体を張れ!                        | 山田靖智   | 池端隆史          | 浅見松雄     | 沖田篤志、桜井木の実 松本好弘、岩倉和憲 | 『現金に体を張れ』 （スタンリー・キューブリック, 1955） |
| #9   | オレだけに明日はない                       | 砂山蔵澄   | 上原秀明          | 上原秀明     | コヤタマサヒサ 金田栄二                 | 『俺たちに明日はない』 （アーサー・ペン, 1967） |
| #10  | シベリア超特休                             | 砂山蔵澄   | 又野弘道          | 又野弘道     | 小山知洋                                | 『シベリア超特急』 （MIKE MIZNO, 1996） |
| #11  | かくも長き滞在                             | 水上清資   | 葛谷直行          | うえだしげる | 岩崎光洋                                | 『かくも長き不在』 （アンリ・コルピ, 1960） |
| #12  | 世界が浮上した日                           | 山田靖智   | しまづ聡行        | 清水一伸     | アベエミコ 岡野幸男                     | 『世界が燃えつきる日』 （ジャック・スマイト, 1977） |
| #13  | 怒りを上げて                               | 水上清資   | 福田道生          | 三芳宏之     | 住石亜蓮                                | 『錨を上げて』 （ジョージ・シントニー, 1945） |
| #14  | 老人とUMA                                  | 吉岡たかを | 渡部高志          | 石川久一     | 丸山隆 沖田篤志                         | 『老人と海』 （ジョン・スタージエス, 1958） |
| #15  | 大波動                                     | 高山文彦   | 篠崎康行          | 篠崎康行     | 岩崎カツミ 田中誠輝                     | 『ダイ・ハード』 （ジョン・マクティアナン, 1988） |
| #16  | 大波動2                                    | 高山文彦   | 又野弘道          | 又野弘道     | 小山知洋 梶谷光春                       | 『ダイ・ハード2』 （レニー・ハーリン, 1990） |
| #17  | 赤ちゃんに完敗                             | 水上清資   | 上原秀明          | 浅見松雄     | コヤタマサヒロ、山崎慎一郎 桜井このみ   | 『赤ちゃんに乾杯!』 （コリーヌ・セロー, 1985） |
| #18  | 静香なる葛藤                               | 山田靖智   | しまづ聡行        | 清水一伸     | アベエミコ 岡野幸男                     | 『静かなる決闘』 （黒澤明, 1949） |
| #19  | 潜水艦よもぎ一号浮上せず                   | 砂山蔵澄   | 高田耕一          | 高田耕一     | 岩倉和憲 丸山隆                         | 『原子力潜水艦浮上せず』 （デイヴィッド・グリーン, 1978） |
| #20  | ワンス・アポン・ア・タイム・イン・シベリア | 水上清資   | 上原秀明          | 上原秀明     | 沖田篤志 梶谷光春                       | 『ワンス・アポン・ア・タイム・イン・アメリカ』 （セルジオ・レオーネ, 1984） 『ワンス・アポン・ア・タイム・イン・チャイナ』 （ツイ・ハーク, 1991）                                    |
| #21  | 何がマイアに起ったか?                      | 山田靖智   | 篠崎康行          | 篠崎康行     | 岩崎光洋 田中誠輝                       | 『何がジェーンに起ったか?』 （ロバート・アルドリッチ, 1962） |
| #22  | アイと追憶の日々                           | 砂山蔵澄   | 又野弘道 池端隆史 | 又野弘道     | 小山知洋、岩倉和憲 丸山隆               | 『愛と追憶の日々』 （ジェームズ・エル・ブルックス, 1983） |
| #23  | エスケープ・フロム・カムチャッカ           | 山田靖智   | 上原秀明          | 山田一夫     | コヤタマサヒロ、山崎慎一郎 沖田篤志     | 『ニューヨーク1997』 （ジョン・カーペンター, 1981） 『エスケープ・フロム・L.A』 （ジョン・カーペンター, 1996） 『エスケープ・フロム・アフガン』 （ティムール・ベクマンベトフ, 2002） |
| #24  | 光と水のダフネ                             | 水上清資   | 池端隆史          | 三芳宏之     | 岩倉和憲、丸山隆 梶谷光春、中山由美     | 『光と水のダフネ』 （池端隆史, 2004） |

なお、公式サイトでの第20話サブタイトルは「ネレイスから遠く離れて」となっているが、この元ネタは『ベトナムから遠く離れて』（アラン・レネ, 1967）である。

#### テレビ未放送DVD特別編のタイトル
| サブタイトル                                                                 | 脚本     | 絵コンテ   | 演出     | 作画監督                     | 元ネタとなった作品                                              |
| ---------------------------------------------------------------------------- | -------- | ---------- | -------- | ---------------------------- | --------------------------------------------------------------- |
| 全部見せます! ネレイスカムチャッカ支店のすべて （私をネレイスにつれてって!） | 水上清資 | しまづ聡行 | 浅見松雄 | 丸山隆                       | 『私を野球につれてって』 （バスビー・バークレー、1949年）       |
| THE LIGHT STAFF（らいとすたっふ）                                            |          |            |          |                              | 『ライトスタッフ』 （フィリップ・カウフマン、1983年）           |
| 水樹マイアの大限界2 入れ替わったらおどろいた!!                               | 水上清資 | しまづ聡行 | 清水一伸 | 岡野幸男 アベエミコ 井上善勝 | 『丹波哲郎の大霊界2 死んだらおどろいた!!』 （丹波哲郎、1990年） |

### 放送局
| 放送地域   | 放送局         | 放送期間                | 放送日時                               | 放送系列  | 備考                     |
| ---------- | -------------- | ----------------------- | -------------------------------------- | --------- | ------------------------ |
| 中京広域圏 | 中部日本放送   | 2004年1月15日 - 6月30日 | 木曜 26:20 - 26:50 →水曜 25:25 - 25:55 | TBS系列   | 現：CBCテレビ            |
| 千葉県     | ちばテレビ     | 2004年1月16日 - 7月2日  | 金曜 24:30 - 25:00                     | 独立UHF局 |                          |
| 埼玉県     | テレビ埼玉     | 2004年1月17日 - 7月3日  | 土曜 24:10 - 24:40 →土曜 25:00 - 25:30 | 独立UHF局 |                          |
| 神奈川県   | tvk            | 2004年1月17日 - 7月3日  | 土曜 25:15 - 25:45 →土曜 25:00 - 25:30 | 独立UHF局 |                          |
| 近畿広域圏 | 毎日放送       | 2004年2月14日 - 9月18日 | 土曜 26:25 - 26:55                     | TBS系列   | アニメシャワー第2部      |
| 日本全域   | チャンネルNECO | 2004年3月 - 8月         |                                        | CS放送    | 4話連続放送を1か月間ずつ |

## 漫画
漫画版は士貴智志が原作・作画を担当。テレビアニメ版の100年前の時代が舞台であり（漫画版最終話の最後がテレビアニメ版第22話の回想シーンの直前に当たる）、主人公はテレビアニメ版に登場するミリィの曾祖母、アイ・マユズミである。
単行本は少年画報社から2004年7月に第1巻のみ出版（巻末に「第2巻へつづく」と表記されていたが、実際には第2巻は発売されなかった）。2008年4月には講談社から『アイ』のタイトルで上・下巻が同時発売された。
『アイ〜光と水のダフネ〜』
- 少年画報社 ヤングキングコミックス
- 第1巻のみ 2004年7月 ISBN 4-7859-2448-9

『アイ』
- 講談社
- 上巻 2008年4月 ISBN 978-4-06-373116-3
- 下巻 2008年4月 ISBN 978-4-06-373117-0

## インターネットラジオ
『中原麻衣・岩田光央のラジオネレイス』（通称、ラジオネレイス）は、その名のとおりアニメ版の主人公・水樹マイア役の中原麻衣と同じく花岡勉役の岩田光央がパーソナリティーを務めるインターネットラジオである。詳細はリンク先を参照。

## 関連商品
DVD
- 光と水のダフネ VOL.1
- 光と水のダフネ VOL.2
- 光と水のダフネ VOL.3
- 光と水のダフネ VOL.4
- 光と水のダフネ VOL.5
- 光と水のダフネ VOL.6
- 光と水のダフネ VOL.7
- 光と水のダフネ VOL.8
- 光と水のダフネ VOL.9
- 光と水のダフネ VOL.10
- 光と水のダフネ VOL.11
- 光と水のダフネ VOL.12

CD
- オリジナルサウンドトラックVol.1（2004年4月21日、ランティス）
- オリジナルサウンドトラックVol.2（2004年6月23日、ランティス）
- ドラマアルバムCD「ネレイスファミリー劇場」（2004年9月23日、ランティス）